# CFF Aem 940

Les Aem 940 sont des locomotives bimodes, Diesel-Électrique, utilisés par les CFF. Elles sont construites par Alstom, aussi vendues sous la désignation Alstom Prima H4.

## Utilisation chez CFF
Les Aem 940, de nouvelles locomotives polyvalentes de manœuvres et de lignes, elles remplaceront les Am 6/6 qui arrivent en fin de vie (plus de cinquante ans), ainsi que Ee 6/6, Am 841 et Am 842 (anciennement Am 4/45), devenues obsolètes. Elles seront également utilisées sur tout le réseau CFF comme locomotives de trains de chantier (ballastage).
Elles peuvent rouler à 120 km/h et par conséquent elles peuvent donc être utilisées en service de ligne. L'Aem 940 a été commandée à 47 exemplaires avec une option supplémentaire de 13 locomotives.

## Description
Les gares de triages en Suisse appartiennent à CFF Infrastructure. Cette dernière sous-traite le service de la manœuvre dans les gares de triage de RB Limmattal, Lausanne (Denges) et de Buchs (SG) à CFF Cargo. L'Aem 940 (300kN) est aussi déployée dans les centres de triage pour CFF Cargo, où elle peut traiter des trains de 2 000 tonnes. Elle peut être utilisée en UM (Unité Multiple).
Cette locomotive est équipée du système de sécurité Système européen de contrôle des trains ETCS. Grâce à une efficience plus grande (20 à 30 %) de la traction électrique qui est utilisée dans 90% des cas, le besoin énergétique est moindre. Elle possède deux générateurs Diesel qui permettent une réduction de 20% de la consommation de carburant par rapport à une locomotive diesel à un seul moteur. Sa cabine spacieuse permet à quatre personnes de l'occuper.